# Richard Neuz
Richard Neuz (* 23. November 1894 in Kälberbronn; † 9. Juli 1976 in Stuttgart) war ein deutscher Maler und Illustrator, der zur sogenannten verschollenen Generation gezählt wird.

## Biographie
Richard Neuz wurde am 23. November 1894 in Kälberbronn bei Freudenstadt geboren. Nach den erschütternden Erlebnissen, welchen er als Frontsoldat im Ersten Weltkrieg ausgesetzt war, begann er 1921 – gegen den erklärten Willen seiner Familie – eine Ausbildung an der Staatlichen Kunstgewerbeschule in Stuttgart, wo er bei Ernst Schneidler studierte.
Ende der 1920er Jahre freundete er sich mit Max Ackermann und Heinrich Eberhard an, die ihn in den Kreis um Adolf Hölzel einführten, dessen Konzept einer auf sinnlich-sittlichen Wirkung abzielenden „absoluten Malerei“ den jungen Maler nachhaltig beeinflusste. 1932 beteiligte er sich erstmals an Ausstellungen, gleichzeitig arbeitete er als Werbegestalter im Stuttgarter Kaufhaus Tietz. Wie sein Freund Ackermann war auch Neuz ein überzeugter Verfechter linker Gesellschaftsmodelle. 1935 wurden zwei Ausstellungen, in denen Werke von Neuz zu sehen waren, von den Nationalsozialisten geschlossen. 1941 bis 1944 war er Soldat im Zweiten Weltkrieg; bei einem Bombenangriff auf Stuttgart verbrannte sein Atelier mit allen Bildern.
Ab 1947 gehörte Neuz zu den ersten Künstlern, die im stark zerstörten Stuttgart wieder ausstellten, zunächst in der Galerie Herrmann (u. a. zusammen mit Willi Baumeister) später in der Galerie Maercklin, die viele der ehemalige Hölzel-Schüler (Max Ackermann, Ida Kerkovius) versammelte. Seine Arbeiten sind in den späten 1940er Jahren bereits stark der abstrakten Formensprache verpflichtet, wobei der gegenständliche Ausgangspunkt aber oft noch erkennbar bleibt. Seinen Lebensunterhalt verdiente er als Werbegestalter im Stuttgarter Kaufhaus Union und als freier Illustrator. Ab 1966 arbeitete er eng mit dem Siebdrucker (und späteren Galeristen) Roland Geiger zusammen und schuf noch im hohen Alter ein druckgraphisches Werk von 80 Blättern. Am 9. Juli 1976 starb Richard Neuz in Stuttgart.

## Ausstellungen (Auswahl)
- 1932 Juryfreie, Stuttgart
- 1935 Galerie Valentien, Stuttgart
- 1947 Künstlergruppe „Roter Reiter“, Traunstein
- 1948 Galerie Herrmann, Stuttgart
- 1960 Galerie Maercklin, Stuttgart
- 1969 Siebdruck Atelier Geiger, Kornwestheim
- 1975 Galerie Geiger, Kornwestheim
- 1979 Galerie Keim, Stuttgart
- 1986 Galerie der Stadt Sindelfingen
- 2007 Galerie Geiger, Konstanz

## Illustrationen
- 1952: Die Völker der Erde (mit Rudolf Misliwietz, Autor: Albert Thümmel), Herba-Verlag, Plochingen